# Rs1801133
C677T или Rs1801133 — однонуклеотидный полиморфизм гена MTHFR, участвующего в метаболизме фолата и метионина.
Распространённость гомозиготности по C667T варьирует у жителей США от 1 % и менее среди афроамериканцев до 20 % и более у этнических итальянцев и испанцев.
В ряде исследований установлена возможная связь вариации с шизофренией, болезнью Альцгеймера, депрессией, расщеплением позвоночника.
В исследованиях 2000 года не было получено убедительных данных о связи варианта с расщеплением нёба, синдромом Дауна, фетальным антиконвульсантным синдромом.